# Caratê nos Jogos Pan-Americanos de 2007 - Até 60 kg feminino
A categoria até 60 kg foi uma das três em disputa para as mulheres nas competições do caratê nos Jogos Pan-Americanos de 2007, no Rio de Janeiro. A modalidade foi realizada no Complexo Esportivo Miécimo da Silva no dia 27 de julho com 8 caratecas.

## Medalhistas
| Ouro   | DOM Heidy Rodríguez                 |
| Prata  | MEX Bertha Gutiérrez                |
| Bronze | ECU Carmen Arias PER Susana Bojaico |

## Resultados
As oito caratecas participantes são divididas em dois grupos de quatro cada, onde todas enfrentam todas dentro dos grupos. As duas caratecas com o maior número de pontos (vitória vale dois pontos, empate um e derrota zero) avançam para as semifinais lutando em cruzamento olímpico (primeiro de um grupo contra o segundo do outro). As vencedoras decidem a medalha de ouro na grande final.

### Primeira fase
| Grupo 1           | CON         | ECU | PER | CAN | CUB |
| Carmen Arias      | ECU Equador | —   | E   | E   | V-D |
| Susana Bojaico    | PER Peru    | E   | —   | E   | V-D |
| Véronique Leblanc | CAN Canadá  | E   | E   | —   | E   |
| Yulisma Kindelan  | CUB Cuba    | D-V | D-V | E   | —   |

| Pos. | L | V | E | D | Pts |
| ---- | - | - | - | - | --- |
| 1    | 3 | 1 | 2 | 0 | 4   |
| 2    | 3 | 1 | 2 | 0 | 4   |
| 3    | 3 | 0 | 3 | 0 | 3   |
| 4    | 3 | 0 | 1 | 2 | 1   |

| Grupo 2           | CON                      | DOM | MEX | VEN | BRA |
| Heidy Rodríguez   | DOM República Dominicana | —   | E   | V-D | V-D |
| Bertha Gutiérrez  | MEX México               | E   | —   | V-D | D-V |
| Kariu Torres      | VEN Venezuela            | D-V | D-V | —   | V-D |
| Dafini Figueiredo | BRA Brasil               | D-V | V-D | D-V | —   |

| Pos. | L | V | E | D | Pts |
| ---- | - | - | - | - | --- |
| 1    | 3 | 2 | 1 | 0 | 5   |
| 2    | 3 | 1 | 1 | 1 | 3   |
| 3    | 3 | 1 | 0 | 2 | 2   |
| 4    | 3 | 1 | 0 | 2 | 2   |

### Classificação 5º-8º lugar
|  | Classificação 5º-8º lugar | Classificação 5º-8º lugar |   |                       | 5º lugar              | 5º lugar |  |
|  |                           |                           |   |                       |                       |          |  |
|  |                           |                           |   |                       |                       |          |  |
|  | CAN Véronique Leblanc     | 1                         |   |                       |                       |          |  |
|  | BRA Dafini Figueiredo     | 2                         |   |                       |                       |          |  |
|  |                           |                           |   |                       |                       |          |  |
|  |                           |                           |   |                       |                       |          |  |
|  |                           |                           |   |                       | BRA Dafini Figueiredo | 0        |  |
|  |                           | CUB Yulisma Kindelan      | 5 |                       |                       |          |  |
|  |                           |                           |   |                       |                       |          |  |
|  |                           |                           |   |                       |                       |          |  |
|  |                           |                           |   |                       | 7º lugar              |          |  |
|  |                           |                           |   |                       |                       |          |  |
|  | CUB Yulisma Kindelan      | 3                         |   | CAN Véronique Leblanc | 0                     |          |  |
|  | VEN Kariu Torres          | 0                         |   |                       | VEN Kariu Torres      | 2        |  |

### Semifinal e Final
|  | Semifinal            | Semifinal           |     |  | Final                | Final |  |
|  |                      |                     |     |  |                      |       |  |
|  |                      |                     |     |  |                      |       |  |
|  | ECU Carmen Arias     | 1                   |     |  |                      |       |  |
|  | MEX Bertha Gutiérrez | 2                   |     |  |                      |       |  |
|  |                      |                     |     |  |                      |       |  |
|  |                      |                     |     |  |                      |       |  |
|  |                      |                     |     |  | MEX Bertha Gutiérrez | -     |  |
|  |                      | DOM Heidy Rodríguez | RSC |  |                      |       |  |
|  |                      |                     |     |  |                      |       |  |
|  |                      |                     |     |  |                      |       |  |
|  |                      |                     |     |  |                      |       |  |
|  |                      |                     |     |  |                      |       |  |
|  | PER Susana Bojaico   | 0                   |     |  |                      |       |  |
|  | DOM Heidy Rodríguez  | 2                   |     |  |                      |       |  |

## Classificação final
| Pos.              | Atleta                |
| ----------------- | --------------------- |
| Medalha de ouro   | DOM Heidy Rodríguez   |
| Medalha de prata  | MEX Bertha Gutiérrez  |
| Medalha de bronze | ECU Carmen Arias      |
| Medalha de bronze | PER Susana Bojaico    |
| 5                 | CUB Yulisma Kindelan  |
| 6                 | BRA Dafini Figueiredo |
| 7                 | VEN Kariu Torres      |
| 8                 | CAN Véronique Leblanc |